# Jess Kaan
Pour les articles homonymes, voir Kaan.
 (septembre 2015).
Si vous disposez d'ouvrages ou d'articles de référence ou si vous connaissez des sites web de qualité traitant du thème abordé ici, merci de compléter l'article en donnant les références utiles à sa vérifiabilité et en les liant à la section « Notes et références ».
Jess Kaan, né le 11 mai 1974, est un écrivain français, originaire du Nord de la France.
Il a commencé sa carrière dans les genres du fantastique, de la science fantasy et de la science-fiction, avant de se consacrer principalement, depuis 2013, à la littérature policière.
Ses textes, publiés en France, en Belgique, au Québec, en Pologne, en Espagne et aux États-Unis, se distinguent par un ancrage marqué dans le quotidien et une recherche de réalisme.

## Biographie
Anthologiste, Jess Kaan publie ses premiers articles dans les années 2000.
En 2003, il obtient le prix Merlin pour la nouvelle L’Affaire des elfes vérolés, première aventure du détective privé triton Eidonius, parue dans l'anthologie Sciences et Sortilèges aux éditions Nestiveqnen. 
L'année suivante, il fait paraître Dérobade, son premier recueil de nouvelles, aux éditions de l'Oxymore. En 2003, il co-dirige avec Grégory Silhol l'anthologie La Route, dans la collection Emblèmes (éditions de l'Oxymore), qui réunit notamment Jérôme Noirez, Sire Cédric, Esther Friesner et Léa Silhol. L'ouvrage reçoit un accueil critique favorable.
À partir de 2006, il est publié à l'international (Pologne, Canada, Argentine, Grèce, États-Unis, Espagne, Russie) et collabore avec Christophe Duchet à un dossier consacré à la science-fiction française pour la revue tchèque Ikarie, comprenant des textes de Sylvie Denis, Roland C. Wagner, Claude Ecken, Christophe Lambert et Sylvie Lainé.
En 2007, Jess Kaan publie Réfractaires, son premier roman de science-fiction, aux éditions Eons. La même année, il diffuse en ligne plusieurs textes, dont Indelible Ink (traduction de Encré en moi), publié aux États-Unis, et Ils ont tué Noël, mis en ligne sur le site de l'association Reims Destination Noël.
En 2008, il coécrit avec Antoine Lencou la nouvelle Hors garantie, parue dans le magazine Lanfeust Mag. Le texte est réédité en Pologne en 2010, au Canada (éditions Asteroïde) et en Russie dans la revue Esli.
En 2010, il publie Investigations avec un triton (éditions Mille Saisons), un roman de fantasy humoristique mettant en scène le détective privé Eidonius dans un univers de fantasy inspiré du monde contemporain. 
En 2012, paraît Fissures (éditions Lokomodo), un recueil de quinze nouvelles, dont neuf inédites.
En 2013, il publie Créature du miroir (éditions Les Lucioles), un roman jeunesse destiné aux lecteurs à partir de 12 ans, lauréat du prix Masterton du meilleur roman francophone. La même année, il signe le roman policier Le Label N (Atelier Mosesu) et, avec Isabelle Chatel-Merlier, l'album Chatoyants portraits d'autrefois, consacré aux inventions du [[[XIXe siècle|XIXe siècle]] et illustré de dessins de chats en costume d'époque.
En 2015, il publie Fissures noires (éditions Le Héron d'Argent), qui reprend certaines nouvelles de Fissures et marque un passage vers le genre noir, avec des textes tels que Un habitant, Une balle et Paupérisation / Machine à broyer la jeunesse.
En 2016, il publie Le Secret de la petite demoiselle (Pôle Nord Éditions), un roman policier historique situé en 1903 à Malo-les-Bains, sur la côte d'Opale.
En 2017, il publie Punk Friction (éditions Lajouanie), un polar se déroulant à Auchel.
En 2019, il signe Traits de génie, dont l'intrigue se déroule au Musée Matisse du Cateau-Cambrésis, ainsi que En chasse (éditions Lajouanie), qui reprend les personnages de Fazuras, Lisziak et Demeye apparus dans Punk Friction. Ce roman aborde les questions de la place des victimes, mais aussi du devenir des violeurs remis en liberté après l'expiration de leur peine.
En 2022, il clôt la trilogie amorcée avec Punk Friction et En chasse par le roman Métastases (éditions Lajouanie), qui explore la montée de divers mouvements radicaux sur fond de tensions sociales. La même année, il publie Le Tueur des contes de fées (éditions Le Héron d'Argent), centré sur un prêtre congolais enquêtant sur un tueur en série.
En 2024, il poursuit la série policière avec ses héros récurrents Demeyer/Fazuras/Lisziak en publiant la Sorcière du marais. 
Ses œuvres, qu'elles relèvent du fantastique ou du roman policier, intègrent souvent un réalisme social marqué. On peut le rapprocher de l'école classique du fantastique à travers le basculement des personnages. Il dépeint souvent des gens ordinaires, issus des milieux populaires. Ses oeuvres deviennent alors l'occasion de s'immiscer dans la vie de ces personnes.

## Œuvres

### Romans
- La sorcière du Marais, Editions Lajouanie, 2024
- Le Tueur des Contes de Fées, Editions le Héron d'argent, 2022
- Métastases, Editions Lajouanie, 2022
- Traits de Génie, Editions Page à Page, 2019
- En Chasse,Editions Lajouanie, 2019
- Punk Friction, Editions Lajouanie, 2017
- Le Secret de la Petite Demoiselle, Pôle Nord Editions, 2016
- Le Label N, Atelier Mosesu, 2013
- Créature du Miroir, éditions les Lucioles, 2013
- Investigations avec un Triton, Éditions Mille saisons, 2010
- Réfractaires, éditions Eons, 2007

### Albums
- Chatoyants portraits d'autrefois, editions du bout de la rue

### Recueils de nouvelles
- Dérobade, éditions de l'Oxymore, 2004
- Fissures, Éditions Lokomodo, 2012
- Fissures Noires, Éditions le Héron d'Argent, 2015[10]

## Prix littéraire
- Prix Masterton[11] 2013 du meilleur roman pour Créature du Miroir
- Prix Merlin 2002 de la meilleure nouvelles[12] pour L'Affaire des elfes vérolés
- Prix de l'armée des douze singes[13], catégorie public et jury, pour Dérobade